# گروه فعلی
گروه فعلی یکی از انواع سازه‌های نحوی در دستورهای ساخت گروهی است. گروه فعلیِ هر جمله شامل کلیهٔ عناصر آن جمله منهای نهاد است. به عبارت دیگر، کلیهٔ واژه‌هایی که به‌منزلهٔ گزاره عمل می‌کنند، گروه فعلی جمله را تشکیل می‌دهند. در برخی نسخه‌های دستور وابستگی، اساساً سازهٔ گروه فعلی وجود ندارد.